# Aeroportul Baldwin County
Aeroportul Baldwin County (IATA: MLJ, ICAO: KMLJ, FAA LID: MLJ) este un aeroport din Georgia, Statele Unite ale Americii ce deservește zona Milledgeville⁠(d). Aeroportul a fost tranzitat în 2019 de 16 pasageri.
Situat la o altitudine de 117 m, aeroportul dispune de 1 pistă.

## Infrastructură

### Piste
Aeroportul dispune de o singură pistă. Pista 10/28 are suprafața de asfalt și dimensiunile 5.509 picioare × 99 picioare. 